# BIC Humboldt
El BIC Humboldt, es un buque rompehielos peruano de investigación científica construido en los astilleros SIMA de El Callao en 1978, en cooperación con el gobierno alemán. Tiene capacidad para 95 personas entre tripulantes y personal científico. Su propósito principal es la investigación pesquera y oceanográfica en el mar peruano a cargo del IMARPE, aunque durante varios años sirvió también como plataforma de acceso a la Antártida, asistiendo a la base antártica peruana Machu Picchu. A partir del 2017, al adquirir el gobierno peruano un buque con capacidad polar para tal fin, el Humboldt retornó a su misión original de servir de manera exclusiva a la investigación pesquera y oceanográfica en aguas peruanas.

## Construcción y mantenimiento
Esta embarcación fue diseñada y construida bajo los criterios del Instituto del Mar del Perú (IMARPE) en los astilleros del SIMA - PERÚ para realizar investigación científica pesquera y oceanográfica. El BIC Humboldt está implementado con los equipos e instrumentos más modernos de la tecnología científica. En 1989 el BIC Humboldt fue objeto de un reforzamiento del casco, entre otras modificaciones y mejoras después de un accidente frente a la Isla Rey Jorge en la Antártida.
En 2010 la nave entra nuevamente en astilleros para someterse a un proceso de mantenimiento general, reforzamiento de casco con acero de alta resistencia, cambio de motores y modernización de todos sus sistemas, cumpliendo los estrictos estándares internacionales para naves de investigación polar. M
Su último mantenimiento de casco y sistemas de gobierno y propulsión se llevó a cabo en el astillero Construcciones A. Maggiolo S.A sede Oquendo en el mes de diciembre del 2016. Acá se procedió a hacer el cambio de color del casco, tanto obra viva como muerta, al color blanco.

## Misiones

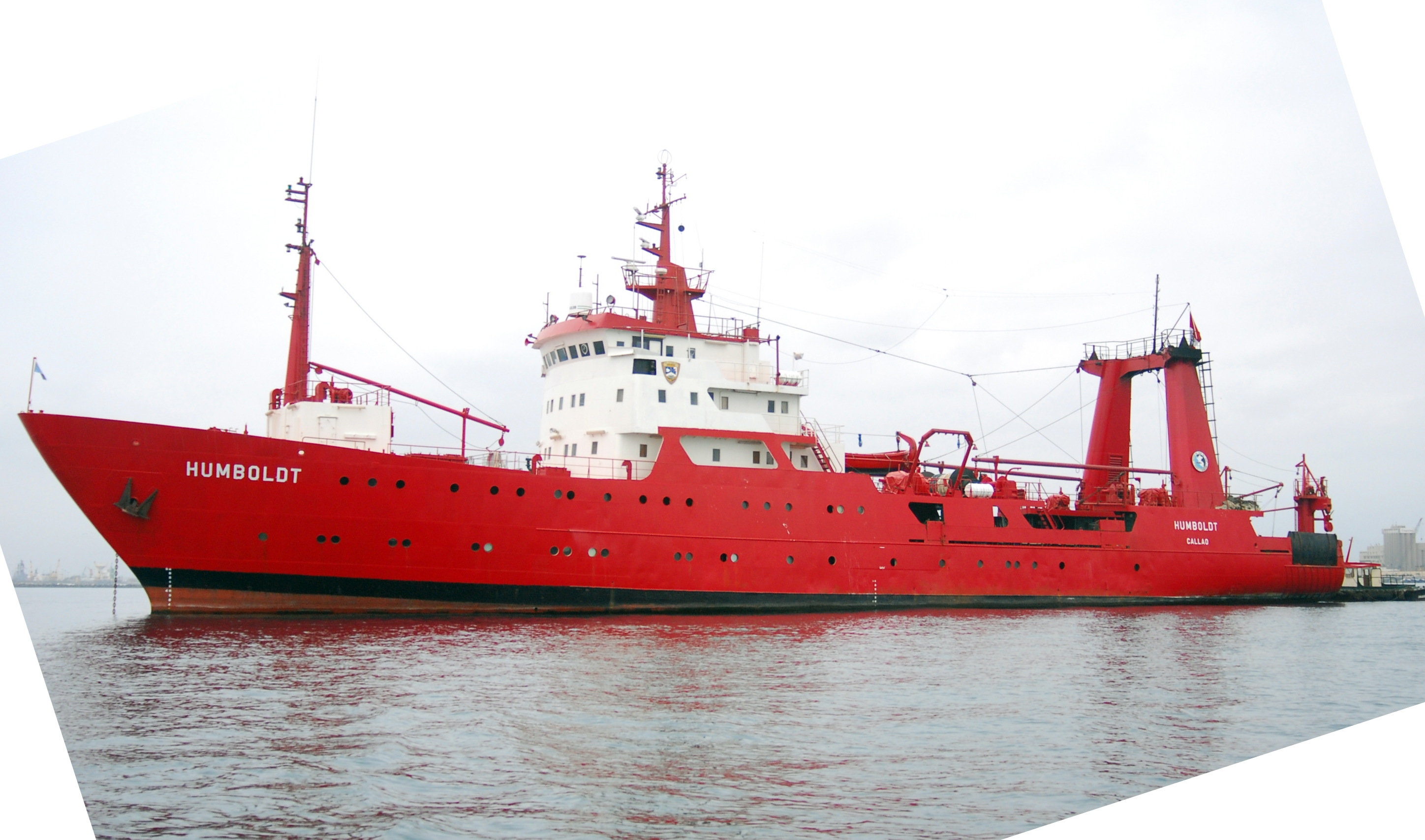
BIC Humboldt en 2008

Además de servir para la investigación oceanográfica en el mar peruano, el IMARPE ha colaborado en varias oportunidades con el Instituto Antártico Peruano y la Dirección de Hidrografía y Navegación de la Marina de Guerra del Perú, facilitando a estas entidades el uso del Humboldt a efectos de llevar a cabo las misiones científicas a la base antártica peruana denominada Macchu Picchu. Así, en marzo del 2014 el BIC Humboldt completó su vigésima segunda expedición científica a la Antártida.
A partir del 2017 el BIC Humboldt retornó a su propósito original de servir exclusivamente para fines de investigación oceanográfica en el mar peruano, pues la principal plataforma para las expediciones a la Antártida pasó a ser el buque oceanográfico con capacidad polar BAP Carrasco.